# Dekorra
Dekorra – miasto w Stanach Zjednoczonych, w stanie Wisconsin, w hrabstwie Columbia.